# 白嘉莉
白嘉莉（1948年3月1日—），台灣女歌手、知名主持人。

## 生平
白嘉莉，臺灣外省人，祖籍新疆迪化；生於甘肅省蘭州市，家居台灣台中市空軍水湳基地鄰近眷村。高中時代，因父母離異而棄學，赴臺北市參加歌唱比賽，以第一名之姿進入演藝圈。與臺灣電視公司簽約主持歌唱節目後，創下以英語、日語、法語訪問節目嘉賓的先例，素有「最美麗的節目主持人」之稱。
1969年12月7日，台視以《群星會》試播自製彩色電視節目，是臺灣電視史上第一個以彩色節目訊號試播的現場節目，第一位上場的是白嘉莉唱〈隴上一朵玫瑰〉。
1977年，白嘉莉遠嫁印尼富商「木材大王」黃雙安，淡出演藝圈，伴夫開拓新事業。
白嘉莉主持過《群星會》、《銀河璇宮》等台視經典歌唱節目，出版過《喝不完的酒》、《可愛的陌生人》、《藍色的街車》、《夢裡再見》、《愛在心裡》五張專輯。
2020年1月，旅居印尼41年後，白嘉莉發表自傳書《白嘉莉 回眸》，定居台灣，並且計劃展覽畫作、從事公益活動，不重返演藝圈。2020年1月31日，白嘉莉舉辦《白嘉莉 回眸》新書發表會。

## 家庭
父親白全佐是中華民國空軍退役飛官，將輕航機引進台灣並收張菲為徒。母親先後定居澳大利亞墨爾本、黃金海岸。胞妹白菲比也曾經於演藝圈發展，曾任澳洲聯邦政府電台節目主持人兼記者。

## 出版作品

### 書籍
- 《愛在林深處：情牽黃雙安》，海潮攝影藝術出版社2010年11月1日出版，ISBN 978-7806916193。
- 《白嘉莉 回眸》，時報文化2020年2月4日出版，ISBN 978-9571358376。

## 演出作品

### 電視劇
- 1970年《風蕭蕭》（台視）飾演 白蘋

### 電影
- 1969年《新娘與我》
- 1971年《老爺酒店》
- 1971年《往事只能回味》
- 1971年《我永遠是你的》
- 1971年《豪俠霍元甲》飾演 常佩蘭
- 1972年《寸草稚子心》
- 1972年《血濺虹橋》

## 音樂作品

### 專輯
| 發行日期 | 專輯名稱     | 唱片公司 | 曲目 |
| -------- | ------------ | -------- | --- |
| 1968年   | 再會!再會    | 海山唱片 | 曲目 1. 午夜香吻 2. 空留回憶 3. 情鎖 4. 南海之戀 5. 留戀 6. 情人的眼淚 7. 夜歸人 8. 過去的春夢 9. 秋愁 10. 誰要你理睬 11. 再會 ! 再會                                                           |
| 1968年   | 秋的幻想     | 環球唱片 | 曲目 1. 秋的幻想 2. 愛波盪漾 3. 我要等著你 4. 阿里郎 5. 心弦之歌 6. 忘不了的你 7. 落花流水 8. 越南情歌 9. 朦朧的灯光 10. 夢去了                                                                 |
| 1971年   | 喝不完的酒   | 海山唱片 | 曲目 1. 溫情滿人間 2. 愛你容易忘你難 3. 不要再心酸 4. 有我就有你 5. 從今以後忘了我 6. 喝不完的酒 7. 愛人是個多情人 8. 今夜台北沒有你 9. 你要走我不留 10. 情人再見                               |
| 1971年   | 可愛的陌生人 | 海山唱片 | 曲目 1. 可愛的陌生人 2. 人兒幾時歸 3. 彩色的愛 4. 告訴你愛的時候 5. 梅蘭梅蘭我愛你 6. 今天和明天 7. 愛的宣言 8. 這就是我的情意 9. 空嘆息 10. 愛情果 11. 相思未了情 12. 酒醒夢已殘               |
| 1972年   | 藍色的街車   | 海山唱片 | 曲目 1. 藍色的街車 2. 風雨未了情 3. 為什麼要流淚 4. 過去不要再提起 5. 喝完幾杯一樣愁 6. 一曲相思情難了 7. 流水把你帶走 8. 多情的小花 9. 可愛的春天 10. 水仙花 11. 愛情值多少 12. 忘不了初戀情人 |
| 1973年   | 夢裡再見     | 海山唱片 | 曲目 1. 夢裡再見 2. 你給我多少愛 3. 白雲飄向誰 4. 人生多有趣 5. 細雨下不停 6. 我的愛人冷冰冰 7. 為什麼黃昏沒有你 8. 幸福的握手 9. 愛情像流水 10. 祝你幸福 11. 歡笑在一起 12. 並蒂花             |
| 1974年   | 愛在心裡     | 海山唱片 | 曲目 1. 為什麼離開我 2. 走不完的愛情路 3. 你比桃花更美麗 4. 月下祝福 5. 陣陣晚風 6. 為幸福歌唱 7. 愛在心裡 8. 你是我的好伴侶 9. 夜空 10. 春的女神 11. 夢中姑娘 12. 不能讓你愛上他               |
| 1975年   | 雲煙         | 歌林唱片 | 曲目 1. 你要珍惜他 2. 雲煙 3. 美麗的遠景 4. 夢 5. 信任 6. 我永遠屬於你 7. 一個我一個你 8. 南風 9. 風雨知己 10. 這裡是個好地方 11. 請你多待一會兒                                                |
| 1976年   | 你知我知     | 海山唱片 | 曲目 1. 你知我知 2. 月下寄情 3. 把真誠拿出來 4. 愛的詩篇 5. 後會有期 6. 友情的安慰 7. 愛的衣裳 8. 窗裡窗外 9. 春去春又來 10. 輕風細雨 11. 愛痕 12. 山居樂                                       |

## 外部連結
- 白嘉莉的Facebook專頁
- 白嘉莉在互联网电影资料库（IMDb）上的資料（英文）
- 白嘉莉在香港影庫上的簡介
- 白嘉莉在豆瓣上的资料（简体中文）
- 白嘉莉在时光网上的簡介（简体中文）
- 白嘉莉的歷年專輯與介紹 - KKBOX （页面存档备份，存于）